# Gustaf Gröndal
Johan Gustaf Gröndal, född 11 februari 1859 i Fröslunda församling, Uppsala län, död 16 mars 1932 i Stockholm, var en svensk metallurg.
Gröndal genomgick bergsskolan i Falun 1878–1879, anställdes 1880 vid Pitkäranta koppar- och tennverk i Finland och blev 1884 överingenjör och 1894 disponent där samt därjämte 1897 direktör vid Alexandrovski stålverk i Sankt Petersburg. Han utarbetade nya metoder för anrikning av koppar- och järnmalm, malmbrikettering, klorerande rostning, kontinuerlig kolning av ved m.m. samt utförde vid Pitkäranta de härför erforderliga nya ugnsanläggningarna.
Efter studieresor i metallurgiskt syfte till Tyskland, Frankrike och England överflyttade Gröndal 1900 till Sverige och införde här sina nya metoder för järnmalms anrikning och brikettering, bland annat vid Herräng, Guldsmedshyttan och Luleå. Inom området för såväl magnetisk separering som brikettering, rostning och reduktion av järnmalmer samt ugnskolning uttog han personligen och det omfattande bolag, vilket han i Sverige 1904 varit med om att bilda, Metallurgiska patentaktiebolaget, ett stort antal patent på såväl metoder som på ugns- och separatorskonstruktioner. Bolaget upphörde redan 1909 men Gröndal fortsatte sedan vid AB Gröndals patenter 1909–1922 och Patentaktiebolaget Gröndal—Ramen. Det är exempelvis på dessa som de båda största och mest kända av Gröndals nyskapelser, Herrängs gruvaktiebolag och Luleå järnverksaktiebolag, baserades. Hans största betydelse för den svenska järnhanteringen var att han möjliggjorde en utökad och rationell användning av malmer av lägre kvalitet, vilka rikligt förekommer i Sverige. 
Av trycket utgav Gröndal Kort öfversikt öfver bergverken vid Pitkäranta (på ryska 1896) samt ett flertal uppsatser i "Jernkontorets Annaler", "Teknisk tidskrift" och "Stahl und Eisen" om tackjärnsframställningen vid Herräng, anrikning och brikettering av järnmalm med mera. Han blev filosofie hedersdoktor i Uppsala 1907, tilldelades Björkénska priset 1908, invaldes som ledamot av Vetenskapsakademien 1908 och av Ingenjörsvetenskapsakademien 1919.
Han var gift med Franziska Trüstedt (1864–1941), en syster till Otto Trüstedt, och var far till textilkonstnären Susan Gröndal. Makarna Gröndal är gravsatta på Djursholms begravningsplats.